# Kyska dalli
Kyska dalli är en kräftdjursart som beskrevs av Robert Alan Shoemaker 1964. Kyska dalli ingår i släktet Kyska och familjen Uristidae. Inga underarter finns listade i Catalogue of Life.